# Spanische Verfassung von 1837
Die Spanische Verfassung von 1837 wurde, während der Regentschaft der Königin Maria Christina für ihre Tochter Isabella II. von den Cortes beschlossen.

## Entstehung
Nachdem Maria Christina 1833 die Regentschaft für ihre Tochter Isabella II. übernommen hatte, erließ sie 1834, um die Unterstützung der Liberalen gegen die Thronansprüche von Carlos María Isidro de Borbón zu erhalten, das Estatuto Real (Königliches Statut). Dieses Königliche Statut regelte ausschließlich die Wahl und die Arbeitsweise des neu geschaffenen Zweikammerparlamentes. Im Verlauf des Jahres 1836 kam es u. a. im Zusammenhang mit der Entlassung des progresistischen Ministers Mendizábal zu Aufständen. Diese Aufstände gipfelten in der Sargentada de La Granja, einer Meuterei von Mitgliedern der Königlichen Garde. Die Regentin wurde gezwungen, am 13. August 1836 die Verfassung von Cádiz wieder in Kraft zu setzen.
Am 21. August 1836 ordnete sie für September/Oktober Corteswahlen nach den Regeln der Verfassung von Cádiz an. In dem Dekret wird angekündigt, dass die neu gewählten Cortes entweder die Verfassung von Cádiz bestätigen oder eine neue Verfassung ausarbeiten sollten. Diese Cortes Constituyentes (Verfassunggebenden Cortes) tagten ab Oktober 1836. Es wurde eine Kommission unter dem Vorsitz von Agustín Argüelles Álvarez eingesetzt, die einen Vorschlag ausarbeitete, der einen damals vertretbaren Kompromiss zwischen Progresistas und Moderados bzw. zwischen der Verfassung von Cádiz und dem Königlichen Statut von 1834 darstellte.

## Geltungsdauer
Die Verfassung wurde mit großer Mehrheit verabschiedet und am 18. Juni 1837 von der Regentin verkündet.
Nachdem Baldomero Espartero, der 1841 die Regentschaft für Isabella II. übernommen hatte, 1843 nach England ins Exil gegangen war, wurde nach einigen Übergangsregierungen der Moderados Ramón María Narváez zum Ministerpräsidenten ernannt. Er ließ die Verfassung von 1837 im Sinne der, von den Moderados gewünschten, Stärkung der Macht des Königs überarbeiten. Diese neue Spanische Verfassung von 1845 wurde von den Cortes beschlossen und am 23. Mai 1845 von der bereits 1843 für volljährig erklärten Königin Isabella II. in Kraft gesetzt. Damit wurde die Verfassung von 1837 außer Kraft gesetzt.

## Inhalt

### Deklaratorischer Teil
In der Präambel wurden gleich zwei grundlegende Aussagen gemacht. Nämlich, dass die Souveränität bei der Nation liegt und dass die Cortes mit der Verabschiedung der vorliegenden Verfassung, die auf der Verfassung von Cádiz zurückgehe, diese Souveränität ausübten. Isabella II. sei durch die Gnade Gottes und durch die Verfassung der spanischen Monarchie Königin Spaniens. Die Befugnis Gesetze zu erlassen lag bei den Cortes zusammen mit dem König.
In einem Abschnitt mit der Überschrift De los Españoles (Über die Spanier) wurden die Rechte nicht nur der Spanier festgeschrieben.
Es gab keine eindeutige Festlegung der Staatsreligion, sondern die Verpflichtung der Nation, den Gottesdienst und das Personal der katholischen Religion, zu der sich die Spanier bekennen, zu unterhalten. Es bestand kein ausdrückliches Verbot der Ausübung anderer Religionen.

### Organisatorischer Teil
Die Cortes bestanden aus zwei gleichberechtigten Kammern, dem Senado (Senat) und dem Congreso de los Diputados (Kongress der Abgeordneten). Die Senatoren wurden nach einem, von den Wählern aufgestellten, Dreiervorschlag vom König ernannt. Die Abgeordneten des Kongresses wurden in direkter Wahl gewählt. Die reguläre Wahlperiode sollte drei Jahre betragen. Bezüglich genauerer Voraussetzungen für die Wahlen wurde auf ein Wahlgesetz verwiesen. Das erste dieser Wahlgesetze sah einen sehr hohen Einkommenszensus vor.
Der Präsident des Senats wurde vom König bestimmt, während der Kongress seinen Präsidenten selbst wählte. Für die Abgeordneten bestand Immunität und Indemnität.
Die Gesetzesinitiative konnte vom König, vom Senat oder dem Kongress ausgehen. Der König hatte ein absolutes Vetorecht gegen die von den Cortes verabschiedeten Gesetze.
Der König leitete die Exekutive, er berief die hohen Staatsbeamten und Militärs. Ihm stand es grundsätzlich frei, die Minister zu berufen und zu entlassen. Der König berief die Cortes ein und konnte sie jederzeit auflösen.
Die Rechtsprechung war ausschließlich den Gerichten vorbehalten. Strafprozesse sollten öffentlich stattfinden. Richter konnten nur durch einen Gerichtsbeschluss aus dem Amt entfernt werden. Es sollte ein Gesetz geschaffen werden, das die Arbeit von Geschworenengerichten regelte.
Die Verfassung enthielt grundsätzliche Regelungen, welche die Provinzial- und die Stadtverwaltungen betrafen. Es wurde auf ein noch zu schaffendes Ausführungsgesetz hingewiesen.
Außer dem normalen Militär, für das eine Dienstpflicht bestand, waren Provinzialmilizen vorgesehen, die nur mit Zustimmung der Cortes in anderen Provinzen eingesetzt werden durften.
Die Verwaltung der überseeischen Provinzen sollte durch Sondergesetze geregelt werden.